# زورقک خرطومی
زورقک خرطومی (نام علمی: Cymbium glans) نام یک گونه از سرده زورقک‌ها است.